# Egersunds IK
A Egersunds IK egy norvég labdarúgócsapat Egersund városában. A csapat hazai pályán az Idrettsparkenben játszik. A klub jelenleg a norvég harmadosztályban szerepel.

## Játékoskeret
| #  |     | Poszt | Név                |
| -- | --- | ----- | ------------------ |
| 1  | NOR | K     | Anders Klemensson  |
| 2  | NOR | V     | Ådne Midtskogen    |
| 3  | NOR | V     | Bjørn Mæland       |
| 4  | CRO | V     | Matej Deković      |
| 5  | NOR | V     | Thomas Hallstensen |
| 6  | SWE | KP    | Andreas Peterson   |
| 7  | NOR | KP    | Chris Sleveland    |
| 8  | NOR | KP    | Sivert Strangstad  |
| 9  | NOR | CS    | Simen Hammershaug  |
| 10 | NOR | CS    | Stian Michalsen    |
| 11 | NOR | CS    | Preben Fauskanger  |

| #  |     | Poszt | Név                 |
| -- | --- | ----- | ------------------- |
| 14 | NOR | V     | Jo Stålesen         |
| 16 | SWE | V     | Mattias Liljestrand |
| 17 | NOR | CS    | Adrian Bergersen    |
| 19 | SWE | V     | Jens Stigedahl      |
| 22 | NOR | K     | Andreas Heggen      |
| 23 | SWE | KP    | Stefan Lindmark     |
| 27 | NOR | KP    | Lewis Leonidas      |
| —  | NOR | V     | Eskil Furre Gjerde  |
| —  | NOR | V     | Hallvar Steinskog   |
| —  | NOR | V     | Fanuel Yrga-Alem    |